# Анастасий Брешианский
Анастасий (лат. Anastasius; VI век — не ранее 604 и не позднее 608) — епископ Брешиа (604 — не позднее 608); святой, почитаемый в Католической церкви (день памяти — 20 мая).

## Биография
Достоверных сведений о Анастасии Брешианском сохранилось не очень много. Бо́льшая часть свидетельств о этом святом относятся к значительно более позднему периоду, чем время его жизни. Наиболее ранние достоверные известия о нём датируются второй половиной VIII века. В том числе, святой Анастасий был перечислен среди глав Брешианской епархии в составленном тогда списке местных епископов. Позднее о нём в проповеди 2 апреля 838 года упомянул епископ Рамперт.
О происхождении Анастасия сведений не сохранилось. По некоторым данным, в молодости он жил в Риме и был учеником Григория Великого, в 590 году ставшего папой римским. Благодаря дружбе с этим наместником Святого Престола, Анастасий в 604 году получил епископскую кафедру в городе Брешиа, ставшую вакантной после смерти Патерия. На назначение нового епископа, епархия которого находилась на территории Лангобардского государства, было получено разрешение королевы Теоделинды.
В церковных преданиях сообщается, что Анастасий входил в число приближённых к Теоделинде персон, и, якобы, в благодарность за верность по приказу королевы в Брешиа был возведён баптистерий (впоследствии — церковь Святого Петра), торжественно освящённый епископом. Однако, скорее всего, постройка этого храма должна датироваться более поздним временем (возможно, епископством Доминика или Феликса). Не вызывает сомнение только то, что будучи также как и Теоделинда сторонником ортодоксии, Анастасий при поддержке королевы успешно вёл борьбу с арианами, всё ещё многочисленными среди лангобардов Брешиа.
В трудах историков Позднего Средневековья и Нового времени сообщается много других подробностей о жизни Анастасия Брешианского. В том числе, со ссылкой на несохранившуюся «Хронику» Максима Сарагосского повествуется о поездках Анастасия в Северную Африку и Вестготскую Испанию, где он вёл успешную проповедь никейского вероисповедания среди местных ариан. В «Истории», приписываемой жившему в XI веке нотарию Родольфо, упоминается о пожаре, в 800 году уничтожившем базилику Святого Петра, построенную по повелению епископа Анастасия в память о его «победе над арианской ересью». Однако все эти известия малодостоверны.
Анастасий Брешианский считается автором несохранившихся комментариев на Ветхий и Новый Заветы.
Епископ Анастасий управлял Брешианской епархией очень непродолжительное время. Точная дата его смерти не известна: предполагается, что он скончался уже после умершего 12 марта 604 года Григория I Великого, но не позднее 608 года. В одной из рукописей XIV века упоминается, что Анастасий был похоронен в церкви Сан-Стефано-ин-Арсе, рядом с могилами своих предшественников Доминатора и Павла III. 1 ноября 1581 года останки этих епископов, а также реликвии святого Доминика, были перевезены в церковь Святого Петра, а 16 февраля 1604 года — в старый кафедральный собор Брешиа. Следующим после Анастасия известным главой Брешианской епархии был святой Доминик, первые упоминания о котором относятся к 650-м годам.
Вероятно, уже вскоре после смерти Анастасий стал почитаться в Брешиа как святой. Позднее его имя было внесено в «Римский мартиролог» для почитания всеми католиками. День памяти Анастасия Брешианского отмечается 20 мая. Первые свидетельства о его поминовении в этот день относятся к XIII веку.